# Rucker Park
Pour les articles homonymes, voir Rucker.
Holcombe Rucker Park est un terrain de basket de streetball (basket-ball de rue) situé dans le quartier de Harlem à New York, à l'angle de la 155e rue et de la huitième avenue de Manhattan.
Il est connu pour avoir vu jouer de nombreux joueurs célèbres, évoluant parfois en National Basketball Association (NBA), notamment lors de son tournoi estival.
Le Rucker Park a fait l'objet d'un documentaire produit par la TNT On Hallowed Ground: Streetball Champions of Rucker Park, diffusé en 2000 et récompensé par un Sports Emmy Award. 

## Histoire
Le Rucker Park tient son nom de Holcombe Rucker, un enseignant, directeur de terrains  de jeux au département des parcs et des loisirs de la ville de New York. 
En 1950, Holcombe Rucker lance un tournoi de basket-ball afin d'aider les enfants moins fortunés à rester en dehors de la rue et à viser une carrière universitaire,.

## Joueurs notables
- Earl « The Goat » Manigault
- Kareem Abdul-Jabbar[1]
- Rafer Alston[3]
- Kenny Anderson[4]
- Nate Archibald[1]
- Metta World Peace[5]
- Sylvester Blye[1]
- Wilt Chamberlain[6],[7]
- Julius "Dr. J" Erving[1],[7],[8]
- Connie Hawkins[4]
- Jumpin Jackie Jackson[1]
- Stephon Marbury[8]
- Jamal Mashburn[9]
- Earl Monroe[7]
- Chris Mullin[10]
- Satch Sanders[1]
- Lance Stephenson[4]
- Miles Aiken[11]
- Sebastian Telfair[12]
- Jamaal Tinsley[9],[13]